# Срећан дан смрти
Срећан дан смрти (енгл. Happy Death Day) је амерички слешер хорор филм из 2017. године, режисера Кристофера Лендон, са Џесиком Рот и Израелом Брусардом у главним улогама. Радња прати девојку по имену Три, која изнова и изнова проживљава један исти дан на чијем крају је убија маскирани убица. Она започиње истрагу о људима који би потенцијално желели да је убију, како би спречила сопствено убиство.
Филм је рађен у продукцији Џејсона Блума, који је са својом компанијом Блумхаус одраније постао истакнут у хорор жанру. Музику је компоновао Бер Макрири. Првобитно је био најављен још 2007. под насловом Пола дана, али је услед бројних одлагања објављен тек 13. октобра 2017. (петак 13.) у дистрибуцији Јуниверсал пикчерса.
Добио је позитивне критике и остварио велики финансијски успех, пошто је боџет од 4,8 милиона долара увећао чак 30 пута. Многи су похвалили глуму главне глумице, Џесике Рот, која је била номинована и за награду Метар страха. Критичари су га описали као забаван хорор са познатом премисом и као мешавину Дана мрмота и Вриска.
Годину и по дана касније добио је наставак под насловом Срећан дан смрти 2.

## Радња
Три Гелбман се буди у соби непознатог дечка, који се представља као Картер Дејвис и саопштава јој да се претходну ноћ напила на журци, па ју је довео да преспава код њега у дому. Она га упозорава да нико не сме знати за то и одлази. На путу до своје сестринске куће Три се понаша бахато према свим познаницима на које наиђе, а када јој цимерка Лори пожели срећан рођендан са колачем који је направила за њу, она га баца у смеће.
Након предавања код др Батлера, са ким је у тајној вези док је он ожењен, Три се спрема за нову журку. Међутим, на путу до ње, у подземном пролазу напада је убице са маском бебе и убија је.
Три се поново буди у Картеровој соби и када погледа на телефон схвата да је и даље њен рођендан. Убеђена да је све био само ружан сан, оне се упућује у своју сестринску кућу, али јој се на путу до ње дешавају идентичне ствари као и у сну. Три се распитује код другарице Данијеле о дежа ви ефекту, али јој она у шали говори да се и њој то стално дешава. Када дође до тренутка да треба да прође кроз подвожњак у ком је убијена, Три се окреће и одлази алтернативним путем до куће у којој се приређује журка. Иако је привремено избегла смрт, убица је поново напада и убија на журки. Она се поново буди у Картеровој соби и све почиње изнова.
Она одлучује да се пожали Картеру, који јој прво не верује, али га она предвиђањем догађаја убеђује да говори истину. Њих двоје закључују да се она налази у некој врсти временске петље и да би искочила из последње итерације, мора да открије ко покушава да је убије и преживи свој рођендан. Три започиње истрагу праћењем бившег дечка Тима, другарице Данијеле, доктора Батлера и осталих осумњичених, али сваки пут док прати неког од њих бива убијена.
Након што се пробуди у једној од итерација, Три се онесвести и Картер је одвози у болницу. Др Батлер јој саопштава да је установљено да се њено тело опоравља од тешких, смртоносних, повреда, које из неког разлога нису видљиве без скенера. Пошто схвата да постаје слабија у свакој од итерација и да се њени животи троше, Три почиње да паничи. Она схвата да је разлог за све то њено бахато понашање и понижавање свих у њеном окружењу, те да зато има пуно људи који би желели да је убију и самим тим не може лако да пронађе убицу.
На крају Три открива да је све време покушавала да је убије цимерка, Лори Шпенглер, која је прво покушала да је отрује колачем који је Три бацила у смеће, а након тога наручила њено убиство од серијског убице Џона Томбса, који је био психијатријски пацијент у болници у којој је радила. Лорин мотив је била Триина веза са др Батлером. У коначном окршају, Три гурне отровни колач у Лорина уста и гурне је кроз прозор. Након тога, одлази да прослави рођендан са Картером у кога се у међувремену заљубила.
Наредног јутра, Три се буди у Картеровој соби и схвата да је заиста почео нови дан.

## Улоге
| Глумац           | Улога                  |
| ---------------- | ---------------------- |
| Џесика Рот       | Тереза „Три” Гелбман   |
| Израел Брусард   | Картер Дејвис          |
| Руби Модин       | Лори Шпенглер          |
| Рејчел Метјуз    | Данијела Буземан       |
| Чарлс Ејткен     | др Грегори Батлер      |
| Роб Мело         | Џон Томбс              |
| Фи Ву            | Рајан Фан              |
| Кејлеб Спиљардс  | Тим Бауер              |
| Лаура Клифтон    | Стефани Батлер         |
| Каријела Смит    | Беки Шепард            |
| Тран Тран        | Емили                  |
| Блејн Керн       | Ник Симс               |
| Џими Гонзалес    | полицајац у болници    |
| Дејн Роудс       | полицајац Сантора      |
| Тана Интријаго   | студентски протестник  |
| Дона Дуплентијер | медицинска сестра Дина |
| Џејсон Бајл      | Дејвид Гелбман         |
| Миси Јагер       | Џули Гелбман           |